# Florian Bague
Florian Bague (Besançon, 27 juli 1984) is een Franse voetbaldoelman die sinds 2005 voor de Franse tweedeklasser US Boulogne uitkomt.